# 鍋燒意麵
鍋燒意麵是一種流行在台灣的湯麵，使用油炸意麵 ，尤其是台南的知名料理。
由於製作簡便快速，許多早餐店、麵攤、賣西式輕食店等等都兼賣鍋燒麵。

## 由來
根據台南鍋燒老店的說法，鍋燒麵其實是學習自日本料理，先做出的是鍋燒烏龍麵（鍋焼きうどん）。
乾隆年間書法家、揚州知府伊秉綬的家廚所創製。一天，伊知府在家宴客，廚師誤將「意麵」放入沸油鍋中，只好將錯就錯，撈起後佐以高湯上桌。由於賓客吃過後讚不絕口，這道菜就流傳了下來。由於「伊府麵」與現代的速食麵有相似之處，為速食麵的鼻祖。更多的典故內容，請參看「鍋燒意麵」伊府麵介紹。但此種說法有爭議，詳閱伊麵與意麵是否不同 。

## 製作
顧名思義，鍋燒是指在小釜鍋裡烹煮。製作鍋燒意麵十分簡單，只需開火加高湯，倒入火鍋料、肉片和蔬菜，最後打顆蛋加上意麵即可。。

## 種類
湯頭有許多不同種類，最基本有以昆布柴魚做基底的，或者豬大骨、雞架子湯底，還能加入沙茶、胡椒、味醂、醬油、豬油蔥等提味。另外還有麻辣、泡菜、牛奶、味噌等湯底。
意麵本身可以更換成其他種類麵條，譬如鍋燒烏龍麵、泡麵、雞絲麵、油麵等。
配料除了尋常的蔬菜、肉片、火鍋料外，有些店家還會放入炸魚片或炸蝦。